# Sam Bottoms
Samuel John Bottoms (* 17. Oktober 1955 in Santa Barbara; † 16. Dezember 2008 in Los Angeles) war ein US-amerikanischer Schauspieler. Seine bekannteste Rolle war die des Lance B. Johnson in Francis Ford Coppolas Apocalypse Now.

## Leben
Sam Bottoms wurde als dritter von vier Söhnen seiner Eltern James "Bud" Bottoms, einem Bildhauer, der sich auf Bronzeskulpturen von Meeressäugern spezialisiert hatte, und Betty Bottoms 1955 in Santa Barbara geboren. Bereits im Alter von zehn Jahren begann er im Santa Barbara Youth Theater aufzutreten. Auch seine drei Brüder Timothy Bottoms, Joseph Bottoms und Ben Bottoms schlugen eine Schauspielerkarriere ein. Seinen ersten Filmauftritt hatte Sam Bottoms 1971 als Billy an der Seite von Timothy in dem Drama The Last Picture Show von Peter Bogdanovich. Sam war eigens von seinem damaligen Wohnort Santa Barbara nach Archer City in Texas gereist, um die Dreharbeiten zu beobachten, für die sein Bruder besetzt war. Regisseur Bogdanovich soll Sam zufällig auf der Straße gesehen und gefragt haben, ob er nicht Interesse habe, ebenfalls mitzuspielen.
Zeitlebens spielte er in über 50 Filmen und Fernsehserien mit. Darunter Der Texaner (1976, orig. The Outlaw Josey Wales) in der Regie von Clint Eastwood und in der Westernkomödie Bronco Billy (1980), ebenfalls von Eastwood. Bemerkenswerte Rollen übernahm er außerdem in SherryBaby von Laurie Collyer (2006), der Komödie Shopgirl (2005) und Seabiscuit – Mit dem Willen zum Erfolg über die legendäre Karriere des gleichnamigen Pferds in den 1930er Jahren (2003). In populären TV-Serien wie New York Cops – NYPD Blue und 21 Jump Street – Tatort Klassenzimmer hatte er Gastauftritte.
Bei den chaotischen, eineinhalbjährigen Dreharbeiten von Apocalypse Now auf den Philippinen infizierte er sich mit einem Hakenwurm, einem Parasiten, der seine Leber schwer schädigte. Die umherfliegenden Trümmer der Explosionen sollen so feinverteilt gewesen sein, dass er noch Monate später kleine Teile aus seinen Ohren fischte. Bottoms, damals 20, spielte den Marinesoldaten Lance B. Johnson, der das Maschinengewehr auf einem Schnellboot bedient und ständig Drogen konsumiert, was schließlich zu einer Persönlichkeitsveränderung führt. Tatsächlich, so Bottoms 1991 in einer Dokumentation über die Dreharbeiten, habe er nicht nur LSD eingenommen, sondern auch Aufputschmittel. Als begeisterter Surfer wird er ermuntert, mitten im Schlachtgetümmel sein Brett auszuprobieren. Die Rolle gilt als früher Höhepunkt seiner Karriere. Nach eigener Aussage gab es zwischen diesem Charakter und ihm selbst Berührungspunkte. So surfte Bottoms 1976 tatsächlich intensiv, gab sich dem Lifestyle von Südkalifornien hin.
Über seine Arbeit mit Coppola sagte Bottoms 2001 der Londoner Times: „Francis ist ein großartiger General, er ist ein General Patton, ein General Sherman, ein großer Anführer. Ich war sein loyaler Soldat. Ich war entschlossen, alle seine Befehle zu befolgen. So machte ich es und bin überrascht, dass ich aus der ganzen Sache lebend herauskam.“ Der Regisseur von Apocalypse Now lobte Bottoms mit den Worten: „Er war ein hübscher, groß gewachsener und sehr umgänglicher junger Mann und somit der Richtige für die Rolle. Er, Larry Fishburne und Fred Forrest waren für mich während der Dreharbeiten wie eine junge Familie, und sie gingen klaglos durch dick und dünn. Wir bewunderten sie alle.“ Sam sei besonders liebenswert, ruhig, hilfsbereit und anspruchslos gewesen. 1987 spielte Bottoms an der Seite von James Caan und Anjelica Huston in einem weiteren Vietnam-Film von Coppola mit (Der steinerne Garten).
Bei den Dreharbeiten zu Apocalypse Now lernte er seine spätere erste Ehefrau Susan Arnold kennen, die dort als auszubildende Filmeditorin beschäftigt war. Mit ihr zog er nach San Francisco, wo die Postproduktion angesiedelt war – eine Entscheidung, die er später bereute, weil er der Meinung war, deshalb keine attraktiven Hauptrollen mehr erhalten zu haben: „Ich leistete mir hohe Ideale. Wahrscheinlich hätte ich damals besser in Los Angeles gelebt. Ich bekam großartige Angebote. Aber ich war nicht in der Lage, sie anzunehmen, weil mein Kopf emotional nicht am richtigen Platz war. Ich hatte schreckliche Angst vor dem Ruhm. Ich war immer noch sehr jung und hatte weder einen guten Berater, noch ein Management, das mein langfristiges Potential erkannte.“ Aus Sehnsucht nach den Philippinen und um seine Arbeit an Apocalypse Now zu bewältigen, nahm er eine Rolle in Roger Cormans Horrorfilm Das Grauen aus der Tiefe (1980) an, einem der vielen, billig produzierten Streifen in der Nachfolge des sensationell erfolgreichen Klassikers Der weiße Hai.
Am 16. Dezember 2008 starb er in seinem Haus in Los Angeles an den Folgen eines Glioblastoms, einem bösartigen Hirntumor.
Bottoms war zweimal verheiratet. Aus seiner Ehe mit Susan Arnold stammen zwei Töchter, Io und Clara. Die zweite Ehe mit der Filmproduzentin Laura Bickford dauerte von 2002 bis zu seinem Tod.

## Filmografie (Auswahl)
- 1971: Die letzte Vorstellung (The Last Picture Show)
- 1974: Zandys Braut (Zandy's Bride)
- 1976: Der Texaner (The Outlaw Josey Wales)
- 1979: Apocalypse Now
- 1980: Bronco Billy
- 1985: Alarmstufe 1 (Prime Risk)
- 1986: Hunter’s Blood – Gehetzt, gejagt, getötet (Hunter’s Blood)
- 1987: Großmutters Fluch (The Witching of Ben Wagner)
- 1987: Der steinerne Garten (Gardens of Stone)
- 1991: Rage, der Kickboxer (Ragin’ Cajun)
- 1992: Dolly Dearest – die Brut des Satans (Dolly Dearest)
- 1994: Sugar Hill
- 1995: Shadowchaser 3 (Project Shadowchaser III)
- 1995: Akte X (Fernsehserie, eine Episode)
- 1997: Mercenary 2 (Mercenary II: Thick & Thin)
- 2001: The Unsaid – Lautlose Schreie (The Unsaid)
- 2003: Seabiscuit – Mit dem Willen zum Erfolg (Seabiscuit)
- 2005: Havoc
- 2005: Shopgirl
- 2005: Winter Passing
- 2006: SherryBaby